# Subancistrocerus camicrus
Subancistrocerus camicrus är en stekelart som först beskrevs av Cameron 1904.  Subancistrocerus camicrus ingår i släktet Subancistrocerus och familjen Eumenidae. Inga underarter finns listade i Catalogue of Life.